# 밀양 변씨
밀양 변씨(密陽 卞氏)는 경상남도 밀양시를 본관으로 하는 한국의 성씨 관향이다. 시조 변고적(卞高迪)이 초계 변씨에서 분관했기에 초계 변씨와 대종회를 같이한다.

## 참고 자료
- “밀양변씨(密陽卞氏)”. 뿌리를 찾아서.[깨진 링크(과거 내용 찾기)]